# Liste der Baudenkmale im Saterland
Die Liste der Baudenkmale im Saterland enthält Baudenkmale des Saterlands mit seinen Dörfern Ramsloh, Scharrel, Sedelsberg und Strücklingen. Der Stand der Liste ist das Jahr 1996.

## Ramsloh
| Lage                                        | Bezeichnung             | Beschreibung                       | ID | Bild           |
| ------------------------------------------- | ----------------------- | ---------------------------------- | -- | -------------- |
| Friedhofstraße 11 53° 6′ 17″ N, 7° 41′ 7″ O | Friedhof                | mit Kreuzweg, Allee und Hochkreuz  |    |                |
| Hauptstraße 478 53° 6′ 10″ N, 7° 40′ 45″ O  | Kirche                  | erbaut um 1925                     |    | Weitere Bilder |
| Hauptstraße 430 53° 5′ 44″ N, 7° 41′ 35″ O  | Windmühle               | erbaut Mitte des 19. Jahrhunderts  |    | BW             |
| Hauptstraße 495 53° 5′ 59″ N, 7° 40′ 57″ O  | Villa                   | erbaut Ende des 19. Jahrhunderts   |    | BW             |
| Hauptstraße 501 53° 6′ 2″ N, 7° 40′ 53″ O   | Wohnhaus                | erbaut Anfang des 19. Jahrhunderts |    | BW             |
| Möhlenschleede 3 53° 5′ 31″ N, 7° 41′ 26″ O | Ehemalige Schule Hollen | [ 2 ]                              |    | BW             |

## Scharrel
| Lage                                       | Bezeichnung            | Beschreibung                     | ID | Bild           |
| ------------------------------------------ | ---------------------- | -------------------------------- | -- | -------------- |
| An der Kirche 6 53° 4′ 10″ N, 7° 42′ 25″ O | Kirche                 | erbaut Ende des 19. Jahrhunderts |    | Weitere Bilder |
| Hauptstraße 315 53° 4′ 15″ N, 7° 42′ 10″ O | Wohnwirtschaftsgebäude | datiert 1823                     |    | BW             |
| Mühlenstraße 7 53° 4′ 13″ N, 7° 42′ 22″ O  | Windmühle              | erbaut 1870                      |    | Weitere Bilder |
| Zum See 2 53° 4′ 10″ N, 7° 42′ 11″ O       | Wegekapelle            | mit Baumbestand                  |    | BW             |

## Sedelsberg
| Lage                                   | Bezeichnung | Beschreibung | ID | Bild |
| -------------------------------------- | ----------- | ------------ | -- | ---- |
| Hauptstraße 53° 2′ 39″ N, 7° 44′ 18″ O | Kirche      | erbaut 1936  |    | BW   |

## Strücklingen
| Lage                                           | Bezeichnung                     | Beschreibung                                                    | ID | Bild           |
| ---------------------------------------------- | ------------------------------- | --------------------------------------------------------------- | -- | -------------- |
| Hauptstraße 624 53° 7′ 29″ N, 7° 40′ 0″ O      | Kirche                          | erbaut Ende des 19. Jahrhunderts                                |    |                |
| Johanniterstraße 6a 53° 9′ 44″ N, 7° 39′ 52″ O | Kapelle                         | erbaut 1230–1250, 1677 wiederhergestellt                        |    | Weitere Bilder |
| K 145 53° 9′ 54″ N, 7° 40′ 20″ O               | Klappbrücke über die Sagter Ems | Die Brücke befindet sich teilweise auch in der Gemeinde Barßel. |    | BW             |